# Kamila i złodziej
Kamila i złodziej – norweski film obyczajowy z 1988 roku. Tytuł alternatywny Przygody Kamilli.

## Fabuła
Kamila jest sierotą, która mieszka u bogatej ciotki. Ciotka planuje się jej pozbyć z domu i odesłać do szkoły z internatem w Danii. Wuj lituje się nad dziewczynką i wysyła ją do drugiej siostry. Po drodze Kamila poznaje Sebastiana, złodzieja pragnącego zmienić swoje życie.

## Obsada
- Veronika Flaat – Kamilla
- Dennis Storhøi – Sebastian
- Agnete G. Haaland – Sofie
- Morten Harket – Christoffer
- Turid Balke – Kokka
- Anne Marie Bjørtvedt – Fru Monsen
- Ole Geir Feste – Kusk